# Последний час
«После́дний час» (англ. Zero Hour) — американский драматический телесериал с Энтони Эдвардсом в главной роли Хэнка Фоли, издателя модного журнала и скептика, жену которого похищают и ему приходится искать её по всему миру. ABC официально заказал первый сезон 11 мая 2012 года, а его премьера состоялась в качестве замены в середине сезона 14 февраля 2013 года. Сериал в основном получил негативные отзывы от большинства критиков и в целом потерпел провал, показав наихудший рейтинговый результат для премьеры в истории канала ABC. 1 марта 2013 года, после выхода трех эпизодов, канал закрыл и снял с эфира сериал из-за низких рейтингов.

## Сюжет
В центре сюжета находится Хэнк Фоли, издатель журнала о паранормальных явлениях и скептик, жену которого однажды похищают из магазина антикварных часов. В её поисках он находит карту сокровищ, спрятанную внутри одних из часов его жены, и то, к чему она приведет, может вызвать катастрофические последствия. Позже он начинает расшифровывать символы и познавать тайны карты, стараясь, чтобы она не попала в руки террориста Уайта Винсента. Вместе с двумя своими союзниками и агентом ФБР Беккой, он начинает поиски своей жены.

## Актёры и персонажи
- Энтони Эдвардс — Хэнк Фоли[3]
- Джасинда Барретт — Лайла Фоли[3]
- Кармен Эджого — Бек[3]
- Скотт Майкл Фостер — Аарон[3]
- Микаэль Нюквист — Уайт Винсент[3]
- Эддисон Тимлин — Рэйчел[3]